# 바르데나스 레알레스

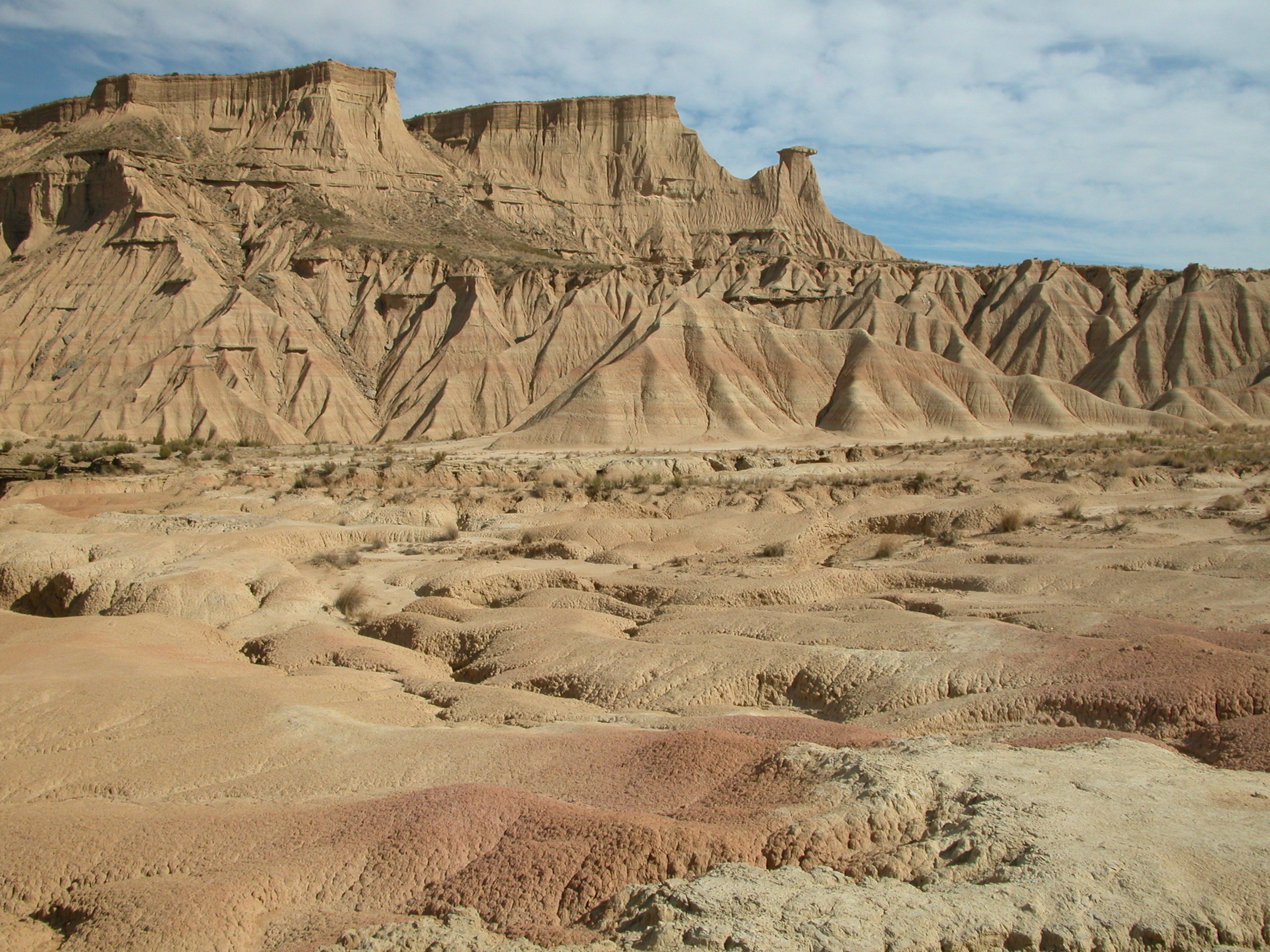
흰 바르데나에 있는 라피스케라

바르데나스 레알레스(스페인어: Bardenas Reales)는 스페인 나바라 지방에 있는 건조 자연 지역이자 불모지이다.
점토, 분필, 사암으로 이루어진 토양은 물과 바람에 의해 침식된 것이다. 바르데나스 레알레스는 대부분은 나바라 주 남동부에 있다. 남북은 45km, 동서로는 24km이며, 고도는 280m에서 659m의 범위에 있다. 면적은 41,845 헥타르이다.

## 구분

### 흰 바르데나
흰 바르데나는 바르데나스의 중앙부이며, 보다 사막화가 진행되어 있는 곳이다. 광대한 평원이나 하천의 흐름이 있는 깊은 협곡을 특징으로 한다. 흰 바르데나라는 이름은 토양 중의 풍부한 석고분에 기인하고 대지의 표면에 펼쳐진 흰 소금의 존재에 유래한다. 흰 바르데나는 상부와 하부로 나뉜다. 하부는 바르데나스에서 가장 깊게 파인 곳이며, 상부는 피스케라(Pisquerra), 에과라스(Eguaras)에서 카르카스티요(Carcastillo)까지 뻗에 있다.

### 검은 바르데나
검은 바르데나는 바르데나스의 남동부이며, 나바라 지방과 아라곤 지방의 경계 부근에 위치하고 있다. 고도가 다른 대지들로 구성되어 있는데 벼랑 아래를 흐르는 하천이 대지를 가르고 있다. 검은 바르데나는 식생으로 덮여 있다.

### 중앙고원
주변 지역보다 100m 정도 높은 중앙고원에서는 옥수수가 성장하고 있다. 중앙고원은 테르티리(Tertiry)와 콰테르네이(Quarterney)의 토양에 의해서 형성되었고 피레네 산맥, 스페인 중앙부의 산맥의 형성과 관련된 압력에 의해서 융기했다.
중앙고원은 에브로(Ebro) 평원의 붕괴를 일으키는 카탈라나 코스탈(Catalana Costal) 산계에 의해서 둘러싸인 내해를 형성했다. 퇴적물은 에오세 이후에 침식되었으며, 이는 정상에 남은 자갈, 사암, 점토, 석회암이 낮은 사면을 차지했다. 또한 흙은 중앙부에 남아 석회암, 석고와 함께 주변부를 형성했다.
자갈, 사암, 점토는 모두 충적 퇴적물로 사암과 점토의 혼합물은 중심부와 주변부 사이에 두 산맥을 형성했다. 퇴적물의 두께는 4m에 달하고 있을 가능성이 있다. 1,000만년 전 남부 경계에 따라서 물의 침식을 시작한 에브로 강을 남긴 이 분지는 지중해와 연결되어 물을 배출하고 있기 때문에 비교적 평평한 땅이 남아 있다. 침식의 접는 효과는 부드러운 물질과 딱딱한 물질이 번갈아 겹치는 일에서 야기되었다. 지층이 수평인 경우에는 카베사(Cabeza)라고 부르는 고립된 언덕이 형성된다.